# Sant'Elena fuori Porta Prenestina (diaconia)
Sant'Elena fuori Porta Prenestina (in latino: Diaconia Sanctae Helenae extra Portam Praenestinam) è una diaconia istituita da papa Giovanni Paolo II il 3 maggio 1985.

## Descrizione
Ne è titolare il cardinale João Braz de Aviz, prefetto emerito del Dicastero per gli istituti di vita consacrata e le società di vita apostolica.
Il titolo cardinalizio insiste sulla chiesa di Sant'Elena nel quartiere Prenestino-Labicano, sede della parrocchia eretta nel 1914.

## Titolari
- Édouard Gagnon, P.S.S. (25 maggio 1985-29 gennaio 1996; nominato cardinale presbitero di San Marcello)
- Peter Poreku Dery (24 marzo 2006-6 marzo 2008; deceduto)
- João Braz de Aviz (18 febbraio 2012-4 marzo 2022); titolo pro hac vice dal 4 marzo 2022